# اچ‌ام‌اس کارادوک (دی۶۰)
اچ‌ام‌اس کارادوک (دی۶۰) (به انگلیسی: HMS Caradoc (D60)) یک کشتی بود که طول آن ۴۵۰ فوت (۱۴۰ متر) بود. این کشتی در سال ۱۹۱۶ ساخته شد.